# Whatever We Wanna
Whatever We Wanna är ett album av Leann Rimes och släpptes 7 juni 2006. Hon blev också populär i kritiken med albumet. Första singeln, "And It Feels Like", började spelas i radio. I slutet på maj 2006 kom melodin på CD-singel.

## Låtlista
1. Satisfied
2. And It Feels Like
3. For The First Time
4. Save Myself
5. A Little More Time
6. Rumour 'Bout A Revolution
7. Destructive
8. Strong
9. Whatever We Wanna
10. Everybody's Someone (Duet Med Brian McFadden)
11. Headphones
12. Long Night
13. This Life
14. Break Me Down
15. Some People